# Stadion Miejski w Białymstoku
Stadion Miejski w Białymstoku, oficjalnie Chorten Arena – stadion piłkarski znajdujący się w Białymstoku przy ul. Słonecznej 1. Na tym stadionie rozgrywane są spotkania, grającej w Ekstraklasie Jagiellonii Białystok, Włókniarza Białystok (grającego w klasie A ) oraz Hetmana Białystok (grającego w IV lidze (grupa podlaska)). W obiekcie odbywają się imprezy sportowe, wydarzenia religijne i koncerty.

## Historia
Stadion Miejski (wówczas Gwardii, a od 1991 r. Hetmana Białystok) został oddany do użytku w roku 1971. Początkowo na jego trybunach mogło zasiąść 15 tys. osób. Po dwóch latach obiekt zmodernizowano, podniesiono trybuny, a jego pojemność zwiększyła się do około 30 tys. miejsc. W tamtym okresie był to jeden z dziesięciu największych i najnowocześniejszych stadionów w Polsce.
Pod koniec lat 80. XX w., rozgrywała spotkania na tym obiekcie, przy ponad dwudziestotysięcznej publiczności, grająca w ekstraklasie Jagiellonia.
W latach 90. XX w. obiekt niszczał, będąc jedynie areną zmagań grającego w IV bądź III lidze Hetmana.
Sytuacja zmieniła się na początku XXI w. wraz z poprawą kondycji sportowej i finansowej Jagiellonii. Na stadionie zaczęła rozgrywać mecze grająca w ówczesnej drugiej lidze Jagiellonia. W 2005 r. za pieniądze klubu odnowiono jedną trybunę i zainstalowano na niej 5 tys. krzesełek. W tym samym roku, na przeciwległej trybunie zamontowano kolejny 1 tys. krzesełek.
W 2006 r. stadion został skomunalizowany, co otworzyło drogę do dalszego unowocześnienia, przy większym niż dotychczas udziale władz miasta. Na początku 2007 r. rozpoczęły się dalsze prace mające na celu dostosowanie stadionu do wymogów ekstraklasy. W budżecie miasta na rok 2007, na modernizację obiektu przeznaczono 5 mln zł. Pierwszą zakończoną inwestycją sfinansowaną przez budżet Białegostoku była instalacja podgrzewanej płyty boiska i ułożenie nowej murawy w marcu 2007 r. Koszt tej inwestycji wyniósł 3 mln 900 tys. zł. Umożliwiła ona rozgrywanie meczów niezależnie od warunków pogodowych. W lipcu 2007 r. zostały powiększone i wyremontowane szatnie, zbudowano także nowoczesną salę konferencyjną, pokój do badań antydopingowych oraz pokój dla delegata PZPN. Na początku sierpnia oddano do użytku nową trybunę z 3 tys. miejsc stojących (pojemność stadionu zwiększyła się do około 10 tys. miejsc) oraz zadaszenie trybuny VIP. Wymieniono także ogrodzenie trybuny, a od dawna zadaszony sektor na dole trybuny VIP udostępniono dziennikarzom i doprowadzono Internet. We wrześniu na obiekcie zostało zainstalowane sztuczne oświetlenie o mocy około 1200 lx.
18 października 2014 r. podczas oficjalnego otwarcia nowego Stadionu Miejskiego w Białymstoku rozegrano mecz 12. kolejki Ekstraklasy pomiędzy Jagiellonią Białystok i Pogonią Szczecin, w którym ta pierwsza pokonała drużynę portowców 5:0. 22 października cztery dni po meczu w Białymstoku trener szczecinian Dariusz Wdowczyk został zwolniony ze swojego stanowiska.
Po zakończonym sezonie 2015/2016 kosztem 0,5 mln. złotych przeniesiono sektor gości na łuk stadionu. Pierwotnie sektor ten znajdował się za bramką i liczył 1532 miejsca (6,86% poj. stadionu), strefy buforowe aż 4295 miejsc (19,24% poj. stadionu), a kibicom gospodarzy pozostawało jedynie 16 409 miejsc, czyli 73,49% poj. stadionu. Nowy sektor gości liczy 1027 miejsc (4,59%), strefy buforowe 1668 miejsc (7,45%), a gospodarze mogą korzystać z 19 677 miejsc, co stanowi 87,95% pojemności stadionu.

## Nowy stadion
Prowadzone na stadionie prace modernizacyjne pozwalały na doraźne spełnienie wymogów Komisji PZPN ds. licencji klubów ekstraklasy, jednak w kontekście zaostrzania wymogów w przyszłości, klub potrzebował budowanego od podstaw, nowoczesnego stadionu.
Ogłoszony w ostatnich miesiącach 2006 r. konkurs na projekt nowego stadionu wygrała firma APA "Kuryłowicz & Associates" pod kierownictwem Stefana Kuryłowicza. Projekt przewidywał wybudowanie nowego stadionu w miejscu starego, o pojemności 22,4 tys. miejsc.
W listopadzie 2008 r. rozpoczęła się rozbiórka trybuny głównej i sektora gości. W ich miejscu w pierwszym etapie budowy powstanie zachodnia części stadionu ze strefą przeznaczoną na zaplecze zawodników oraz strefą VIP. Na czas ukończenia pierwszego etapu budowy, sektor VIP wraz z zadaszeniem przeniesiony został na środek Trybuny Ultra, a szatnie umieszczono w specjalnych kontenerach. Podzielenie budowy na dwa etapy było konieczne, aby umożliwić rozgrywanie na stadionie meczów ekstraklasy w trakcie prac. Drugi etap robót rozpocznie się zaraz po zakończeniu etapu pierwszego. Obejmie on rozbiórkę pozostałej części starych trybun, budowę wschodniej trybuny stadionu oraz infrastruktury technicznej ulokowanej w tej części działki.
25 maja 2010 r. Białystok podpisał umowę na budowę stadionu ze zwycięzcą przetargu - polsko-francuskim konsorcjum Eiffage Budownictwo Mitex i Eiffage Construction. Koszt budowy szacowano wtedy na 156,1 mln zł brutto.
Według pierwszych ustaleń cały stadion miał być gotowy w 2012 r. Miasto jednak wypowiedziało umowę zwycięzcy pierwszego przetargu, polsko-francuskiemu konsorcjum. Powodem były opóźnienia w pracach. Sprawa trafiła do sądu (tam wciąż nie ma rozstrzygnięcia, miasto domaga się kar umownych, ale konsorcjum również złożyło takie żądanie w pozwie wzajemnym). W drugim przetargu wybrano konsorcjum hiszpańsko-polskie, które zaproponowało cenę 206,5 mln zł netto. W sierpniu 2013 r. oddano do użytku pierwszą część obiektu, z trybunami na 7 tys. osób, salami konferencyjnymi, miejscami dla mediów, która od roku jest użytkowana. W drugim etapie powstały m.in. trybuny na blisko 15 tys. miejsc, lokale komercyjne, obok stadionu - boisko treningowe.
9 października 2014 r. nadzór budowlany wydał pozwolenie na użytkowanie nowego stadionu miejskiego w Białymstoku, który pomieści ponad 20 tys. widzów. Za budowę stadionu odpowiadała spółka z o.o. Stadion Miejski, której 100% udziałów ma miasto Białystok. Jednym ze źródeł finansowania były fundusze unijne z Regionalnego Programu Operacyjnego Województwa Podlaskiego. Budowa całego stadionu kosztowała 250 mln zł.
18 września 2024 r. Grupa Chorten została sponsorem tytularnym stadionu. Umowa została podpisana na okres 5 lat. Stadion od tego dnia nosi oficjalną nazwę "Chorten Arena".

## Mecze
Na stadionie swoje mecze rozgrywa Jagiellonia Białystok. Rozgrywane były także mecze międzynarodowe, zarówno reprezentacji jak i klubowe.

## Reprezentacja
- 24 sierpnia 1988: Polska – Bułgaria; 3:2 (1:0), bramki: Trifon Iwanow sam. (5.), Jan Furtok (66.), Andrzej Rudy (81.) – Christo Stoiczkow (85.), Ljubosław Penew (88.)
- 5 marca 2014:  Polska U-21 –  Litwa U-21; 5:0 (2:0), bramki: Rafał Wolski (10.), Paweł Wszołek (30.), Dominik Furman (48-karny), Kacper Przybyłko (62., 89.)
- 13 października 2015:  Polska U-21 –  Rumunia U-21; 0:0
- 10 września 2019:  Polska U-21 –  Estonia U-21; 4:0 (1:0), bramki: Przemysław Płacheta (6.), Karol Fila (65.), Kamil Jóźwiak (80.), Patryk Dziczek (90+4 z karnego)[10]
- 23 września 2022:   Polska U-21 –  Grecja U-21:  0:1, (0:0), bramka:  Michalis Kosidis (49.)[11]
- 15 listopada 2024:  Polska U-20 –  Włochy U-20:  2:3, (1:0), bramki: Jordan Majchrzak (41.), Marcel Krajewski (67.), Alessio Vacca (79., 90+2), Aaron Ciammaglichella (90.)[12]

## Mecze klubowe międzynarodowe

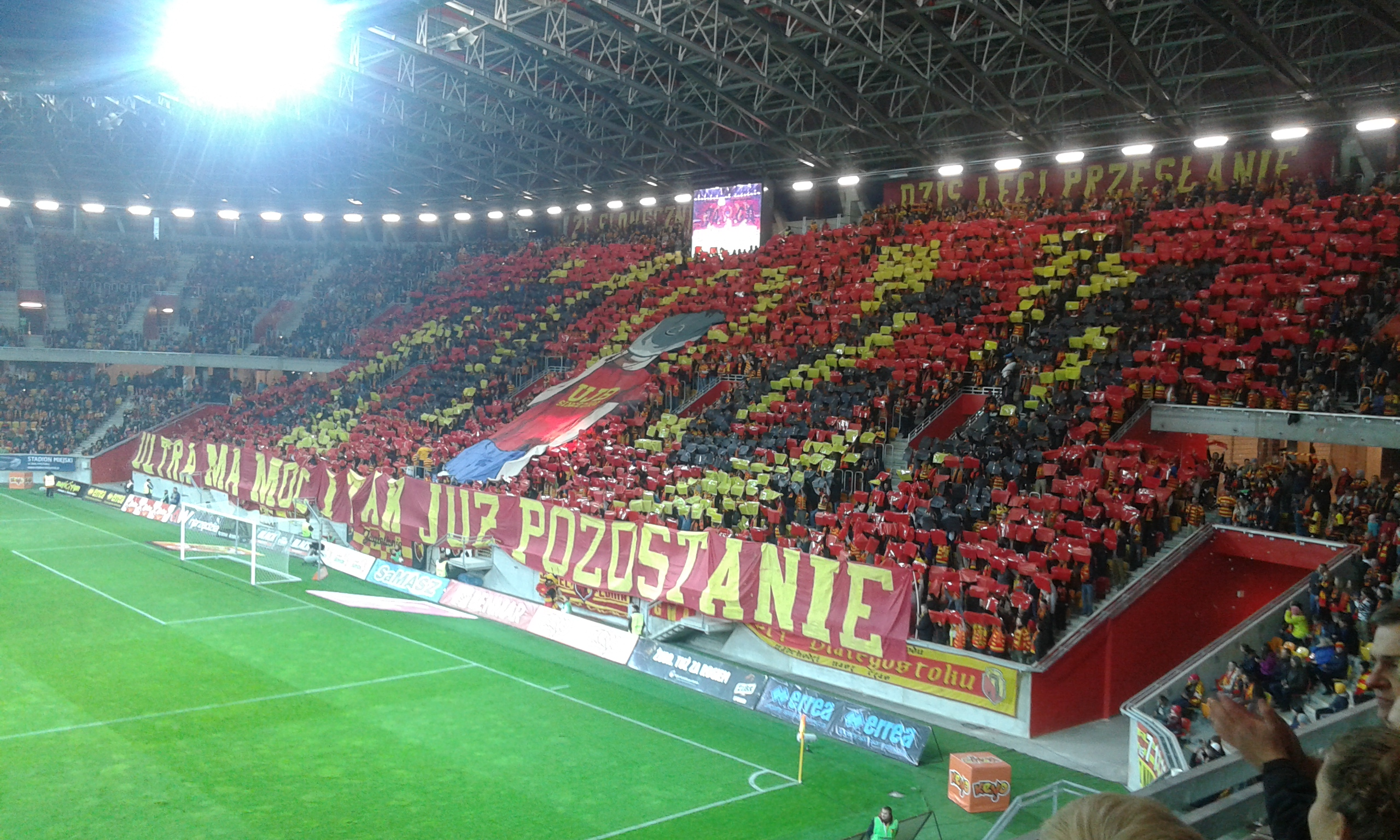
Oprawa meczu Jagiellonii z Pogonią Szczecin na oficjalnym otwarciu stadionu po jego kompletnej przebudowie w dniu 18 października 2014

- 14 września 1983: Widzew Łódź – IF Elfsborg 0:0
- 19 października 1983: Widzew Łódź – Sparta Praga 1:0 (1:0)
- 29 lipca 2010: Jagiellonia Białystok – Aris FC 1:2 (1:2)
- 30 czerwca 2011: Jagiellonia Białystok – Irtysz Pawłodar 1:0 (0:0)
- 9 lipca 2015: Jagiellonia Białystok – Kruoja Pokroje 8:0 (4:0)
- 16 lipca 2015: Jagiellonia Białystok – Omonia Nikozja 0:0
- 6 lipca 2017: Jagiellonia Białystok – Dinamo Batumi 4:0
- 20 lipca 2017: Jagiellonia Białystok – FK Qəbələ 0:2[13]
- 26 lipca 2018: Jagiellonia Białystok – Rio Ave FC 1:0[14]
- 9 sierpnia 2018: Jagiellonia Białystok – KAA Gent 0:1[15]
- 31 lipca 2024: Jagiellonia Białystok – FK Panevėžys 3:1[16]
- 7 sierpnia 2024: Jagiellonia Białystok – FK Bodo/Glimt 0:1[17]
- 22 sierpnia 2024: Jagiellonia Białystok – AFC Ajax  1:4[18]
- 24 października 2024: Jagiellonia Białystok – Petrocub Hincesti 2:0[19]
- 7 listopada 2024: Jagiellonia Białystok – Molde FK 3:0[20]
- 19 grudnia 2024: Jagiellonia Białystok – NK Olimpija Lubljana 0:0
- 20 luty 2025: Jagiellonia Białystok – FK TSC Bačka Topola 3:1
- 6 marca 2025: Jagiellonia Białystok – Cercle Brugge 3:0

## Wydarzenia pozasportowe
W obiekcie odbywają się targi, wystawy, konferencje, wydarzenia religijne (w tym coroczny kongres regionalny Świadków Jehowy), festyny, festiwale, spektakle i koncerty.

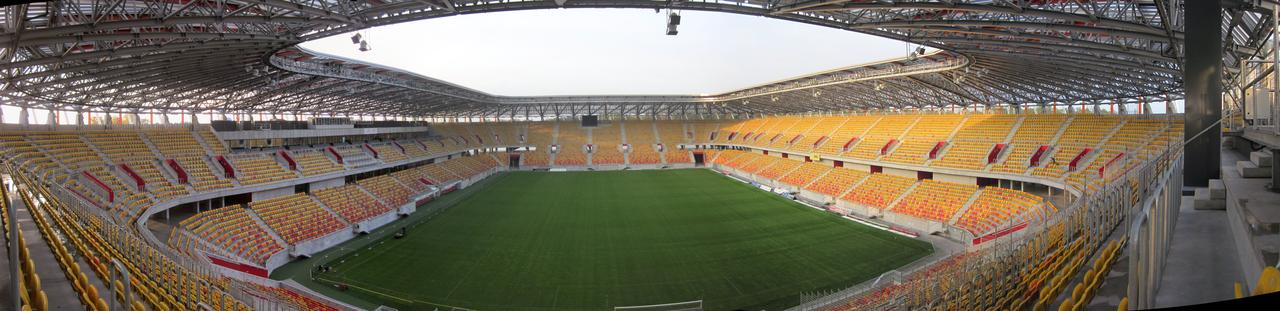
Stadion Miejski w Białymstoku - wnętrze